# Hugoton (Kansas)
Hugoton es una ciudad ubicada en el condado de Stevens en el estado estadounidense de Kansas. En el año 2010 tenía una población de 3904 habitantes y una densidad poblacional de 848,7 personas por km².

## Geografía
Hugoton se encuentra ubicada en las coordenadas 37°10′35″N 101°20′44″O / 37.17639, -101.34556 (37.176367, -101.345569).

## Demografía
Según la Oficina del Censo en 2000 los ingresos medios por hogar en la localidad eran de $41,932 y los ingresos medios por familia eran $50,225. Los hombres tenían unos ingresos medios de $37,930 frente a los $22,750 para las mujeres. La renta per cápita para la localidad era de $17,115. Alrededor del 9.3% de la población estaban por debajo del umbral de pobreza.